# Cascada del Parc de la Ciutadella
La Cascada del Parc de la Ciutadella, també coneguda com a Gran Cascada o Cascada Monumental, és un conjunt arquitectònic i escultòric amb fonts i brolladors d'aigua del Parc de la Ciutadella de Barcelona, catalogat com a bé cultural d'interès local. Fou construït entre 1875 i 1888 segons un disseny general de Josep Fontserè i Mestre, mentre que el projecte hidràulic va ser obra d'Antoni Gaudí, i en els seus elements escultòrics van intervenir Rossend Nobas, Venanci Vallmitjana, Eduard B. Alentorn, Francesc Pagès i Serratosa, Josep Gamot, Manuel Fuxà, Joan Flotats i Rafael Atché. Ha estat restaurat el 1956, 1972, 1989 i 2009.

## Història

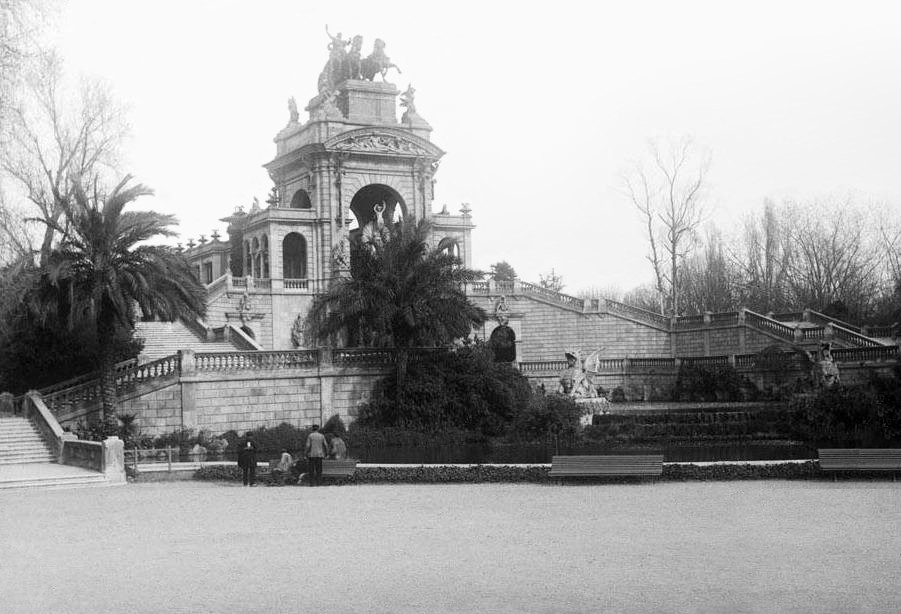
La cascada entre 1888 i 1911

Es va començar a construir l'any 1875, segons el projecte del mestre d'obres Josep Fontserè i Mestre, que inicialment preveia una cascada de petites dimensions, amb un dipòsit d'aigua al darrere per a alimentar els dos llacs i els brolladors del recinte; malgrat tot, una mica més tard va canviar d'opinió i va monumentalitzar-lo. El motiu no és clar, però és possible que fos una imposició de la comissió del Parc de la Ciutadella, formada per Elies Rogent, Antoni Rovira i Trias i Joan Pau Torras. Fontserè s'inspìrà en el Château d'Eau del Palau Longchamps de Marsella, obra d'Henri-Jacques Espérandieu, i va comptar amb la col·laboració del jove Antoni Gaudí, aleshores estudiant d'arquitectura, que en va realitzar el projecte hidràulic i va dissenyar una gruta artificial sota el conjunt.
El monument fou inaugurat el 12 de juny del 1881 sense l'ornamentació escultural, afegida el 1888. Tant a l'època com posteriorment, va rebre un gran criticisme per diversos motius: primerament, perquè al ser d'una monumentalitat excessiva, no s'integrava al jardí vuitcentista de la part superior del parc; en segon lloc, perquè no està alineada amb l'Avinguda Meridiana i, per tant, no n'aprofitava la perspectiva. D'altra banda, les escultures s'han considerat desproporcionades, amb poc atractiu estètic i una pobra execució tècnica; el programa iconogràfic al qual s'adscriuen també ha estat objecte de desaprovació, ja que li manca unitat, encara que es podria considerar que el tema principal és l'aquàtic i el naixement.

## Descripció
La cascada se situa a l'angle nord del parc. Presenta una estructura central en forma d'arc triomfal, amb dos pavellons als seus costats i dues ales laterals amb escales, que acullen un estany dividit en dos nivells. A la part posterior hi ha diverses dependències, actualment no visitables, com una gruta artificial i, a sobre, un antic dipòsit d'aigua, utilitzat posteriorment com a aquari i al qual s'accedeix des de la part superior de l'escala, darrere del grup d'El Naixement de Venus. Flanquejant la porta d'entrada es distingeixen dos medallons amb llangardaixos en relleu, atribuïbles a Gaudí.

## Escultures
El monument destaca per la seva profusió escultòrica, en la qual van intervenir alguns dels millors artistes del moment. Hi destaca el grup de ferro forjat La Quadriga de l'Aurora, de Rossend Nobas, així com El Naixement de Venus, de Venanci Vallmitjana; el frontó és obra de Francesc Pagès i Serratosa. Altres escultures són: Amfitrite, de Josep Gamot; Neptú i Leda, de Manuel Fuxà; i Dànae, de Joan Flotats. Rafael Atché va realitzar els quatre grius que expulsen aigua per la boca, a la part inferior.
| Nom                       | Autor                                                                    | Material       | Dimensions                                                       | Descripció | Foto |
| ------------------------- | ------------------------------------------------------------------------ | -------------- | ---------------------------------------------------------------- | --- | ---- |
| Quadriga de l'Aurora      | Rossend Nobas                                                            | Ferro fos      | 6,66 x 5,79 x 8,15 m                                             | És una al·legoria de l'Aurora, situada sobre una quadriga tirada per quatre cavalls. A la seva mà dreta aixeca una torxa, com a símbol de la llum amb la que il·lumina el món cada matí. Al concurs fallat el 1876 es va concedir la realització d'aquesta escultura a Andreu Aleu, però després de la seva renúncia es va fer càrrec Rossend Nobas. L'encàrrec no es va formalitzar fins al 1883, pel que va ser la darrera escultura en col·locar-se, ja el 1888. El seu pes de trenta tones va obligar l'arquitecte Elies Rogent a reforçar l'estructura de la cascada per a soportar l'obra. La iconografia d'aquesta escultura no es relaciona amb la de la resta del conjunt, centrada en els temes aquàtics, i sembla respondre a una iniciativa de Josep Fontserè, d'ideari republicà, relacionant les idees de llum i llibertat. |      |
| Angelots                  | Josep Gamot                                                              | Marbre blanc   | 2,45 x 1,61 x 1,30 m                                             | Repartits per tot el monument hi ha diversos amorets alats, que formen el seguici de Cupido, fill de Venus. N'hi ha vuit als angles de la base que soporta el grup de l'Aurora, i dos sobre cada una de les portes del cos baix; els primers porten garlandes de flors, mentre que els segons porten atributs marins (una caracola i un dofí). |      |
| Venus (frontó)            | Francesc Pagès i Serratosa                                               | Marbre blanc   | 3,91 x 1,60 x 1,05 m                                             | Al frontó del conjunt se situa una figura de Venus, la deessa de la bellesa i l'amor, nascuda al mar. Es troba ajeguda sobre un peix d'aire grotesc, i l'acompanyen cinc putti amb petxines i caracoles marines. |      |
| Dànae                     | Joan Flotats                                                             | Marbre blanc   | 1,80 x 2,21 x 0,78 m                                             | Dànae era filla del rei d'Argos, i va ser fecundada per Júpiter en forma de pluja daurada, essent mare de Perseu. Aquí es troba nua en el moment previ a la fecundació, acompanyada d'un amoret. Segons sembla, tant aquesta figura com la de Leda van ser introduïdes per Flotats sense estar prèviament en el programa iconogràfic, ja que no tenen major relació amb Venus que l'element aquàtic: la pluja o un llac en el cas de Leda. |      |
| Leda                      | Manuel Fuxà                                                              | Marbre blanc   | 1,95 x 2,21 x 0,78 m                                             | Leda era filla del rei d'Etòlia, i va ser seduïda per Júpiter amb forma de cigne, unió de la que van néixer Helena, Càstor, Pòl·lux i Clitemnestra. Apareix asseguda amb el cigne al seu costat, en el moment en què es troben, previ a l'amor. Aquesta figura es relaciona amb la de Dànae, i s'emmarca en el conjunt iconogràfic per la presència de l'aigua, en aquest cas el llac on neda el cigne. |      |
| Naixement de Venus        | Venanci i Agapit Vallmitjana (disseny), Eduard B. Alentorn (realització) | Marbre blanc   | 4,86 x 3,94 x 3,12 m                                             | És el motiu principal del conjunt, que representa el naixement de la deessa Venus. Aquesta es troba dempeus amb els braços aixecats, emmarcada per una petxina marina i dues nàiades als seus peus. Aquest grup s'aixeca sobre un conjunt irregular de roques d'on brota el primer brollador de la cascada. A sota hi ha quatre cavalls marins, amb mig cos de cavall i mig de peix, que semblen conduir un carruatge imaginari, efecte calcat de l'obra d'Henri Espérandieu a Marsella. El disseny dels Vallmitjana —realitzat majorment per Venanci— se centrà en la frontalitat del grup, ja que el monument està dissenyat per a ser vist de front, així com en la seva monumentalitat, ja que devia ser vist des de lluny. L'executor de l'obra, Eduard B. Alentorn, va afegir uns elements vegetals a la part posterior del grup, visible al pujar les escales, així com dues grans hèlixs, en al·lusió als vaixells i la importància marítima de Barcelona. |      |
| Faunes                    | Rossend Nobas                                                            | Marbre blanc   | 2,28 x 1,30 x 1,40 m (figura 1), 2,30 x 1,22 x 1,30 m (figura 2) | Els faunes es troben al costat de les nàiades, al grup principal del conjunt. Eren seguidors del seguici de Bacus, pel que no es relacionen amb Venus, fet pel que cal suposar que la seva presència està més lligada al concepte de la fecunditat, un dels temes subjacents en el programa iconogràfic, com en els casos de Dànae i Leda. A l'esquerra es troba el déu Pan tocant la siringa, amb una cabra i una vara de pastor; a la dreta es troba un faune cobert amb una pell de lleó i engalanat amb fulles de vinya, amb dos cròtals a les seves mans. |      |
| Amfitrite                 | Josep Gamot                                                              | Marbre blanc   | 2,68 x 0,98 x 0,70 m                                             | Amfitrite és una nereida, dona de Neptú. Es troba a una de les bases del grup central, a l'altura del tram mitjà de les escales, al costat de la figura de Neptú al costat contrari, amb el que forma parella. La figura està semi-nua i sosté una llança, mentre que el seu cap es gira cap als cavalls del primer brollador. |      |
| Neptú                     | Manuel Fuxà                                                              | Marbre blanc   | 2,85 x 1,03 x 0,80 m                                             | Neptú, déu del mar, forma parella amb la figura anterior. Com ella, dirigeix la seva vista cap als cavalls marins, i sosté entre les seves mans un trident, l'habitual atribut iconogràfic d'aquest déu. La figura està en contrapposto, fet que denota una tensió latent que contrasta amb l'actitud tranquil·la de la seva figura oposada, Amfitrite. Una còpia d'aquesta estàtua es troba al Parc de l'Espanya Industrial. |      |
| Nens                      | Rossend Nobas                                                            | Marbre blanc   | 1,39 x 1,10 x 0,65 (figura 1), 1,48 x 1,25 x 0,70 (figura 2)     | A les portes laterals del primer nivell de l'escala es troben dues petites figures de nens o angelets, amb diversos elements marins. Es relacionen amb els putti del timpà, i són elements merament decoratius, sense especial rellevància per al significat del conjunt. |      |
| Grius                     | Rafael Atché                                                             | Marbre blanc   | 3,97 x 3,24 x 1,92 m                                             | Els grius són animals mitològics, meitat lleó i meitat àliga. Es troben a l'estany, entre les dues làmines d'aigua que ho formen, i fan de brolladors, gràcies a l'aigua que surt de la seva boca. N'hi ha quatre, cadascú d'ells diferenciats i amb peculiaritats pròpies: un té el cap d'àliga mentre que els altres tres el tenen de lleó; igualment, les ales de cada figura són distintes, des d'unes semblants a les d'un rat-penat fins a d'altres amb plomes o escames. Potser per la seva naturalesa fantàstica aquestes figures no són tan realistes com la resta del conjunt, i denoten un segell estilístic més estilitzat i ornamental, pel que se les considera com a precedents del modernisme. |      |
| Medallons del llangardaix | Antoni Gaudí                                                             | Pedra calcària |                                                                  | Al costat de l'entrada a l'Aquàrium, a la part superior del monument, es troben dos medallons amb llangardaixos en relleu, dissenyats per Gaudí, autor del projecte hidràulic del conjunt. El disseny dels animals és bastant naturalista, i recorda les figures de l'absis de la Sagrada Família que l'arquitecte modernista realitzaria anys després. |      |